# Carlos Enríquez
Carlos Milton Enríquez (Puembo, 22 mei 1966) is een voormalig profvoetballer uit Ecuador, die speelde als doelman gedurende zijn carrière.

## Clubcarrière
Enríquez speelde achtereenvolgens voor CD Universidad Católica, Deportivo Quito, Club Atlético Green Cross, Club Deportivo Espoli en sloot zijn loopbaan in 1999 af bij Deportivo Quito.

## Interlandcarrière
Enríquez speelde welgeteld één officiële interland voor Ecuador. Onder leiding van de Uruguayaanse bondscoach Luis Grimaldi maakte hij zijn debuut op 2 april 1987 in de vriendschappelijke thuiswedstrijd tegen Cuba (0-0) in Azogues. Hij nam met zijn vaderland deel aan de strijd om de Copa América 1987, maar kwam niet in actie tijdens dat toernooi.